# José Antonio Villaseñor y Sánchez
José Antonio Villaseñor y Sánchez fue un matemático, historiador y geógrafo novohispano del siglo XVIII. Nació en San Luis Potosí y estudió en el Colegio de San Ildefonso en la Ciudad de México. Llegó a ser contador y más tarde oficial cosmógrafo (geógrafo) de la Nueva España. Siguiendo instrucciones reales, el virrey Pedro de Cebrián y Agustín, tercer conde de Fuenclara, le ordenó preparar una estimación oficial de la población del virreinato para ser transmitida a la corte. El trabajo fue terminado en abril de 1744 y se estimó que la población era de 3 865 000. También realizó un plano de la Ciudad de México en 1750.

## Obra
- Pantómetra matemática combinatoria de las leyes de la plata de toda ley (1733).
- Teatro Americano, descripción general de los reinos y provincias de la Nueva España y sus jurisdicciones (2 vols., 1746–48). Este trabajo es una fuente valiosa para los historiadores coloniales.
- Matemático cómputo de los astros (1756).